# Dominik Neuner
Dominik Neuner (* 5. Dezember 1948 in Basel) ist ein Schweizer Opernregisseur und Hochschulprofessor.

## Leben
Neuner kam 1973 nach Stuttgart und absolvierte dort die Schauspielschule an der Staatlichen Hochschule für Musik und darstellende Kunst. 
Ab 1976 wurde er als Schauspieler und Regieassistent am Staatstheater Stuttgart und am Theater der Stadt Heidelberg tätig und wechselte 1978 als Dramaturg, Regisseur und Schauspieler an die Württembergische Landesbühne nach Esslingen am Neckar.
Von 1985 bis 1988 war Neuner Oberspielleiter des Schauspiels am Stadttheater Würzburg, begann aber auch mit Inszenierungen im Musiktheater. Neuner war auch einer der Mitbegründer des Festivals Rossini in Wildbad.
1996 wurde Neuner Operndirektor am Hessischen Staatstheater Wiesbaden. Von 2002 bis 2014 war Neuner Professor an der Hochschule für Musik und Theater Hamburg.